# Walter Flachsenberg
Walter Flachsenberg (Mönchengladbach, 1908. október 26. – Westerland-Sylt, 1994. november 3.) német tengeralattjáró-kapitány volt a második világháborúban. Öt hajót (38 894 brt) semmisített meg.

## Pályafutása
Walter Flachsenberg 1928. október 10-én lett tengerészkadét. 1939 szeptembere és 1940 márciusa között a légelhárítóknál szolgált, majd áprilisban áthelyezték a tengeralattjáró-egységhez kiképzésre, amelynek decemberben lett vége. Szeptemberben, a kiképzés részeként, a híres U–100-on szolgált egy járőrúton. Ezen a harci küldetésen a tengeralattjáró hét szövetséges hajót semmisített meg.
Flachsenberg 1940. december 14-én átvette saját hajóját, az U–71-et. Hat járőrutat tett, amely során öt hajót süllyesztett el. 1942. július 3-án áthelyezték, és a háború végéig elsősorban torpedóteszteket irányított. A háború után csatlakozott az új német haditengerészethez, ahonnan ellentengernagyként szerelt le.

## Összegzés
| Hajója | Parancsnoki szolgálata               | Őrjáratok száma | Őrjáratok hossza (nap) | Eltalált hajók száma | Eltalált hajók vízkiszorítása (brt) |
| ------ | ------------------------------------ | --------------- | ---------------------- | -------------------- | ----------------------------------- |
| U–71   | 1940. december 14. – 1942. július 3. | 6               | 191                    | 5                    | 38 894                              |

## Elsüllyesztett hajók
| Búvárhajó | Nap               | Hajó        | Nemzetisége        | Vízkiszorítása (brt |
| --------- | ----------------- | ----------- | ------------------ | ------------------- |
| U–71      | 1942. március 17. | Ranja       | Norvégia           | 6355                |
| U–71      | 1942. március 20. | Oakmar      | Egyesült Államok   | 5766                |
| U–71      | 1942. március 26. | Dixie Arrow | Egyesült Államok   | 8046                |
| U–71      | 1942. március 31. | San Gerardo | Egyesült Királyság | 12 915              |
| U–71      | 1942. április 1.  | Eastmoor    | Egyesült Királyság | 5812                |